# Wincenty Maria Izquierdo Alcón
Wincenty Maria Izquierdo Alcon, Vicente Maria Izquierdo Alcón (ur. 24 maja 1891 w Mosquereli, zm. 18 sierpnia 1936 w Rafelbuñol) – hiszpański błogosławiony Kościoła katolickiego.
Urodził się bardzo religijnej rodzinie. Wstąpił do seminarium w Walencji. Był później administratorem parafii w Puebla de Farnals. Podczas wojny domowej w Hiszpanii musiał opuścić wioskę. Aresztowano go 15 sierpnia 1936 roku i został zastrzelony w dniu 18 sierpnia, w drodze do Rafelbunol. W 1941 roku ukazała się jego korespondencja. Padł ofiarą antykatolickich prześladowań religijnych okresu wojny domowej w Hiszpanii.
Wincentego Marię Izquierdo Alcona beatyfikował Jan Paweł II w dniu 11 marca 2001 roku jako męczennika zamordowanego z nienawiści do wiary (łac. odium fidei) w grupie 232 towarzyszy Józefa Aparicio Sanza.